# Niclas Jönsson
Niclas "Nic" Jönsson, född 4 augusti 1967 i Bankeryd, är en svensk racerförare.
Som många andra racerförare började Jönsson sin karriär med karting. Därefter bytte han till formel 3 och blev skandinavisk mästare två år i rad 1990-91 med Team Ichi Ban. Sedan slutet av 1990-talet tävlar han i Nordamerika. Han körde Indy Racing League under 1999-2000 och har även testat NASCAR. Numera tävlar han i sportvagnsracing och har bland annat vunnit Watkins Glen 6-timmars.